# گروس پانکوو (پریگنیتس)
گروس پانکوو (پریگنیتس) (به آلمانی: Groß Pankow) یک شهر در آلمان است که در پریگنیتس واقع شده‌است. گروس پانکوو ۴٬۴۷۱ نفر جمعیت دارد.